# Nałęczka

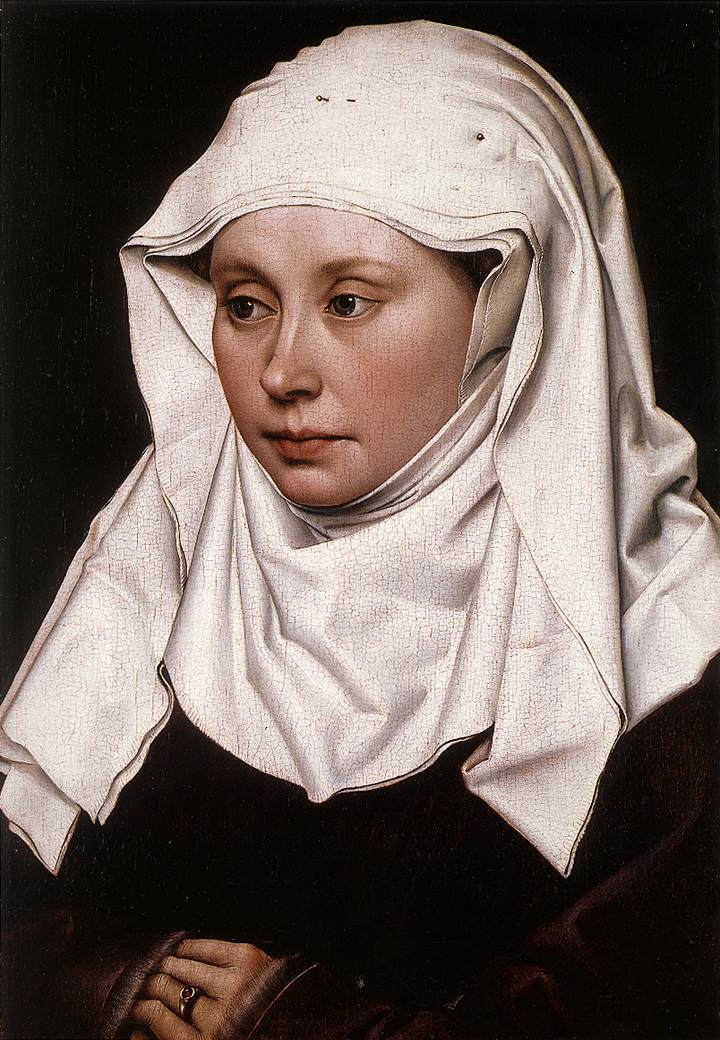
Nałęczka upięta w stylu średniowiecznym na portrecie pędzla Roberta Campina

Zawinięta koliście nałęczka – jako godło herbu Nałęcz III

Nałęczka – staropolska nazwa chusty służącej jako kobiecy zawój na głowę lub ręcznik.
W architekturze nałęczka oznacza obłe obrzeżenie na czole sklepienia albo wokół sklepionego łuku.

## W tradycji
Zgodnie ze średniowiecznym polskim zwyczajem, panna mogła uratować swego rycerza przed egzekucją, nakrywając mu głowę taką chustą. To prawo zwyczajowe przypomina w powieści „Krzyżacy” Henryk Sienkiewicz w scenie, gdy Danusia Jurandówna, zarzucając nałęczkę swemu rycerzowi Zbyszkowi z Bogdańca, ze słowami: "Mój ci jest!", ratuje mu życie, nim zostanie on ścięty za atak na posła krzyżackiego Kunona von Lichtensteina.

## W heraldyce
Jeden z najstarszych polskich herbów szlacheckich – Nałęcz, ma nałęczkę umieszczoną jako godło heraldyczne na swej tarczy, i stąd również wywodzi się jego zawołanie. W niektórych herbarzach na tarczy herbu Nałęcz w miejsce nałęczki wprowadzano pomłość, czyli skręcony pęk zmłóconego zboża służący dawniej do wiązania snopów.